# Ludvík Pompe
Ludvík Pompe (12. listopadu 1920 Plzeň – 15. února 1981 Praha) byl český divadelní a rozhlasový režisér.

## Život
Vystudoval dramatické oddělení Státní konzervatoře v Praze. V roce 1945 nastoupil do Československého rozhlasu jako asistent režiséra Josefa Bezdíčka.
Po roce 1969, kdy byl z rozhlasu propuštěn, se pod hrozbou ztráty zaměstnání věnoval prorežimním tendenčním dílům, např. Julius Fučík: Reportáž psaná na oprátce (1970) nebo Václav Řezáč: Nástup (1971, věnováno 50. výročí založení KSČ). Později se nervově zhroutil a zemřel v roce 1981.
Navzdory jeho prorežimní tvorbě na počátku padesátých let a v sedmdesátých letech 20. století patří řada jeho děl z konce padesátých let a z šedesátých let ke zlatému fondu Českého rozhlasu.

## Dílo

### Rozhlasové režie
- 1952 Václav Kliment Klicpera Každý něco pro vlast,
- 1953 Alois Jirásek Vojnarka,
- 1956 Burton Lane: Divotvorný hrnec,
- 1958 Jaroslav Vrchlický Šárka,
- 1959 William Shakespeare Jak se vám líbí (Československý rozhlas Plzeň),
- 1962 Alfred de Musset: Španělská stěna,
- 1963 Bernhard Seeger: Jinovatka (Československý rozhlas České Budějovice),
- 1964 William Shakespeare: Sen noci svatojánské,Československý rozhlas, režie Ludvík Pompe. Hráli: Petr Haničinec (Lysandr), Karolina Slunéčková (Hermie), Karel Hlušička(Demeteus), Eva Klepáčová (Helena), Josef Patočka (Oberona, král Elfů), Taťana Vavřincová (Titanie), Josef Hlinomaz (Klubko), Antonín Jedlička (Štěbenec), další řemeslníci Vladimír Krška a Milan Mach, Zdena Hadrbolcová (Puk), Gabriela Vránová (elf). Hudba: Kamil Hála hrál Taneční orchestr Československého rozhlasu dirigent Josef Vobruba.[1]
- 1967 Homér: Odysseův návrat – Ženichové,
- 1967 Günther Weisenborn: Lovci volavek,
- 1968 Josef Toman Řeka čaruje (Československý rozhlas Plzeň)
- 1970 Julius Fučík: Reportáž psaná na oprátce
- 1971 Václav Řezáč: Nástup, věnováno 50. výročí založení KSČ
- 1971 Rhys Adrian: Jen my dva[2],
- 1971 František Kožík Cesta k pramenům.